# لاریسا پوپووا
لاریسا پوپووا (انگلیسی: Larisa Popova؛ زادهٔ ۹ آوریل ۱۹۵۷) قایقران روئینگ مولداویایی‌تبار اهل شوروی بود.
وی همچنین برندهٔ جوایزی همچون روئینگ در بازی‌های المپیک تابستانی ۱۹۸۰، بازی‌های المپیک تابستانی ۱۹۷۶، و بازی‌های المپیک تابستانی ۱۹۸۰ شده‌است.